# Senátní obvod č. 26 – Praha 2

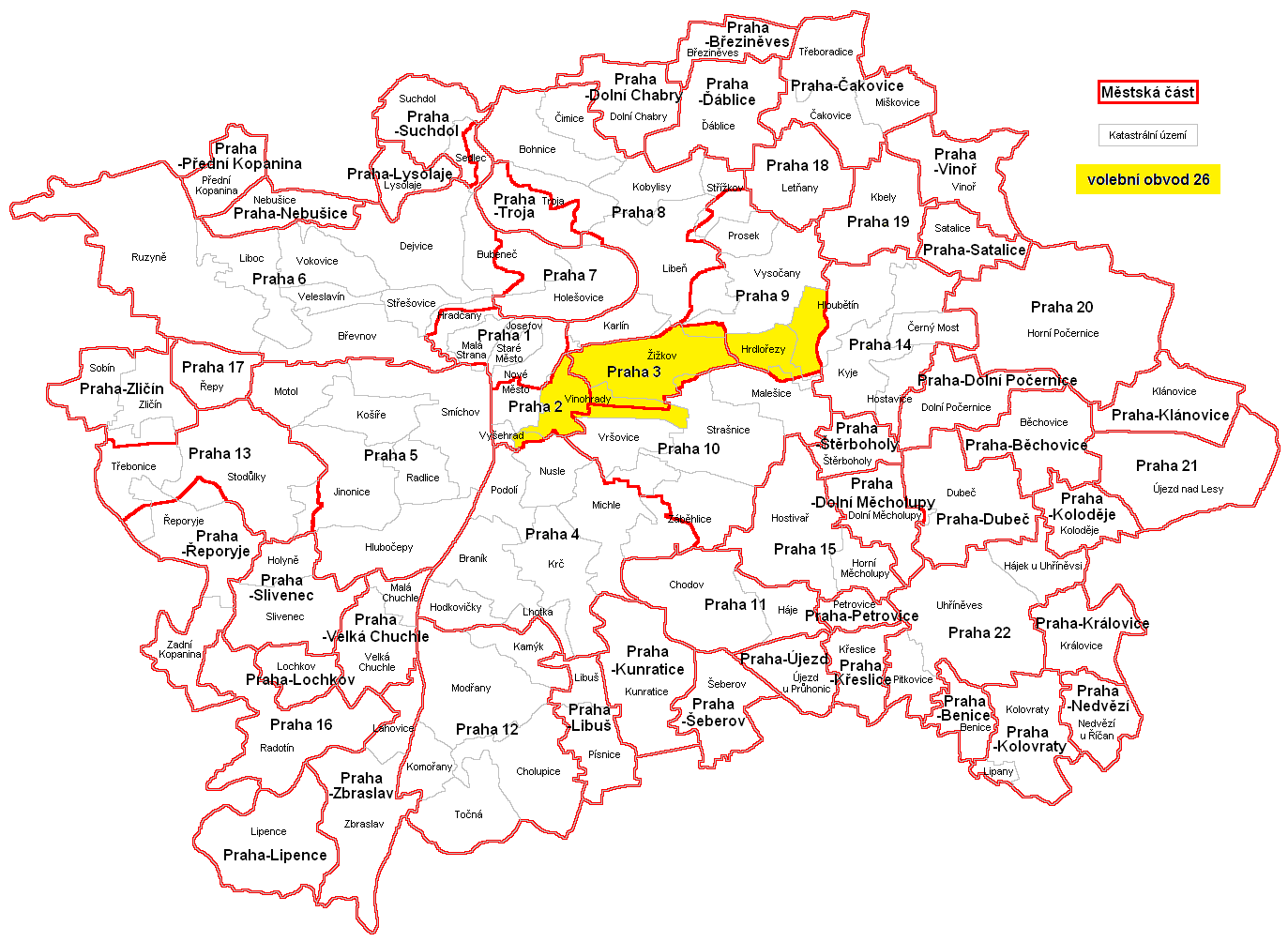
Senátní obvod č. 26 na mapě Prahy

Senátní obvod č. 26 – Praha 2 podle zákona č. 247/1995 Sb. zahrnuje území městských částí Praha 2 (s výjimkou katastrálních území Nové Město a Vyšehrad) a Praha 3. Dále zahrnuje území městské části Praha 10, tvořené částí katastrálního území Vinohrady ležící na území městské části Praha 10, a část území městské části Praha 9, tvořenou katastrálními územími Hrdlořezy, Hloubětín a částí Malešic.
Současným senátorem je od roku 2024 Miroslav Bárta.

## Senátoři

Vladimír Zeman
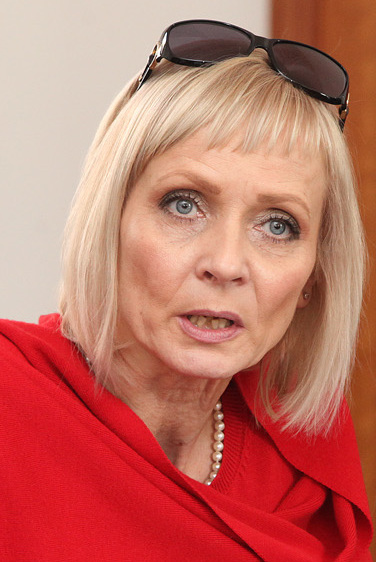
Daniela Filipiová
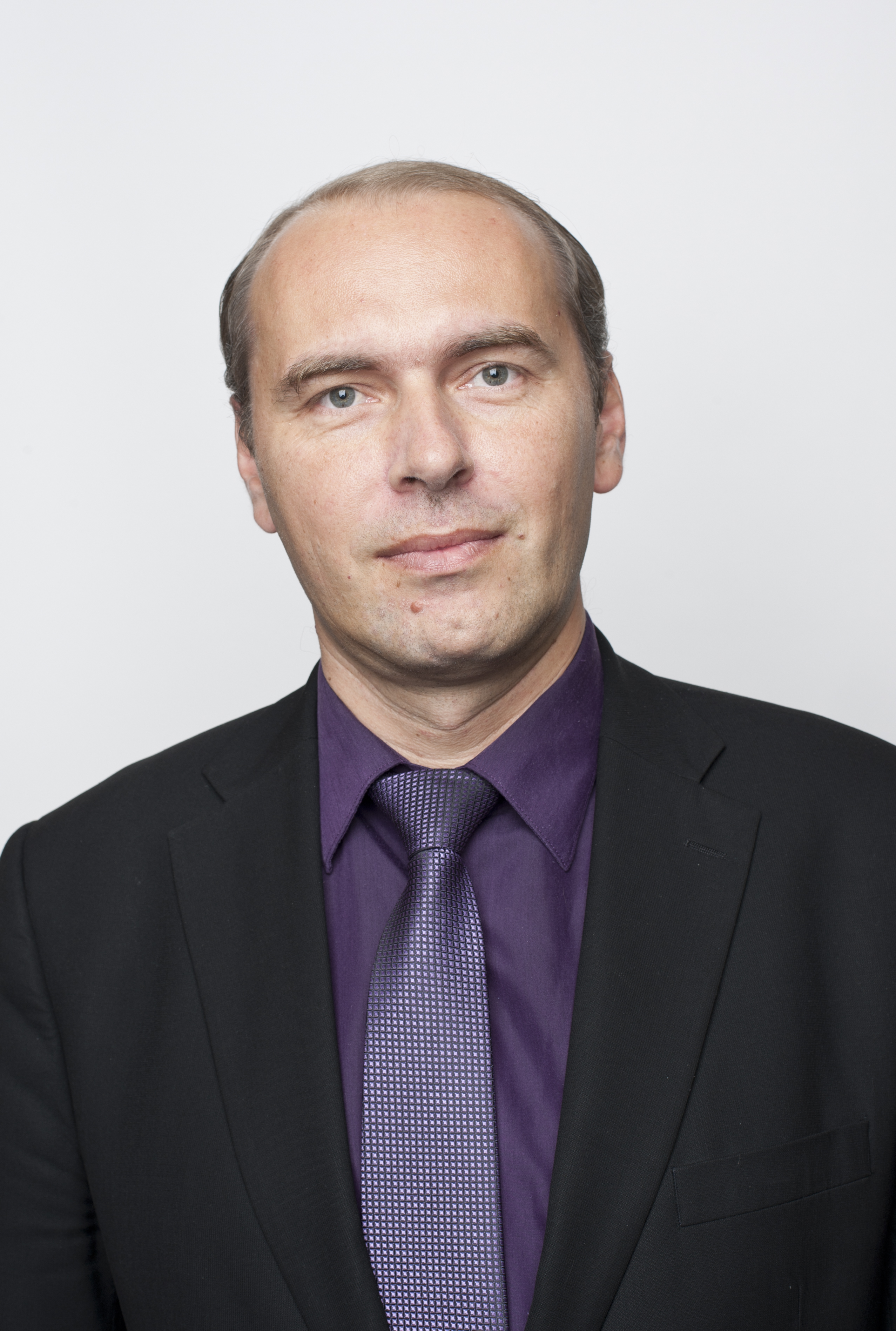
Libor Michálek
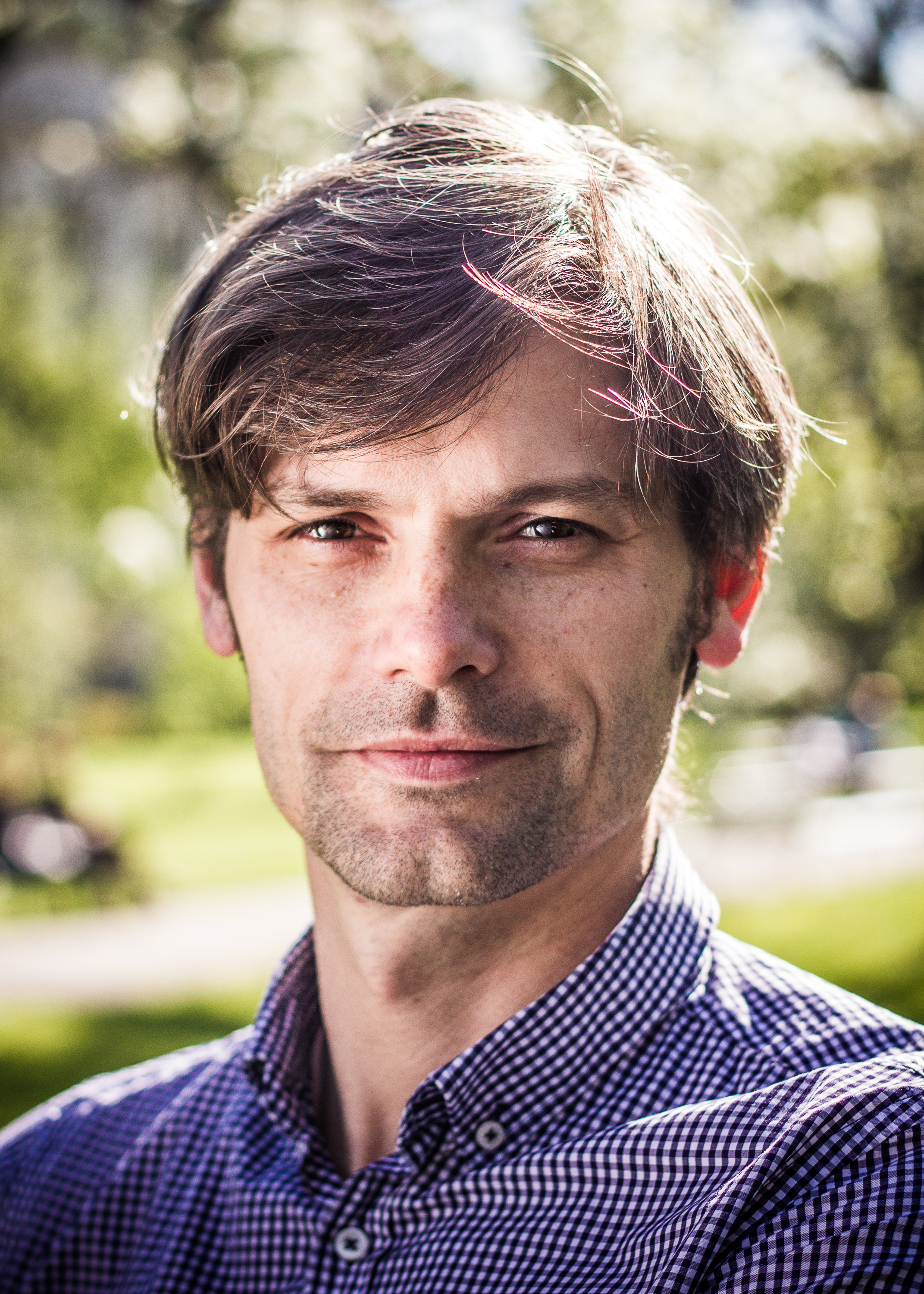
Marek Hilšer
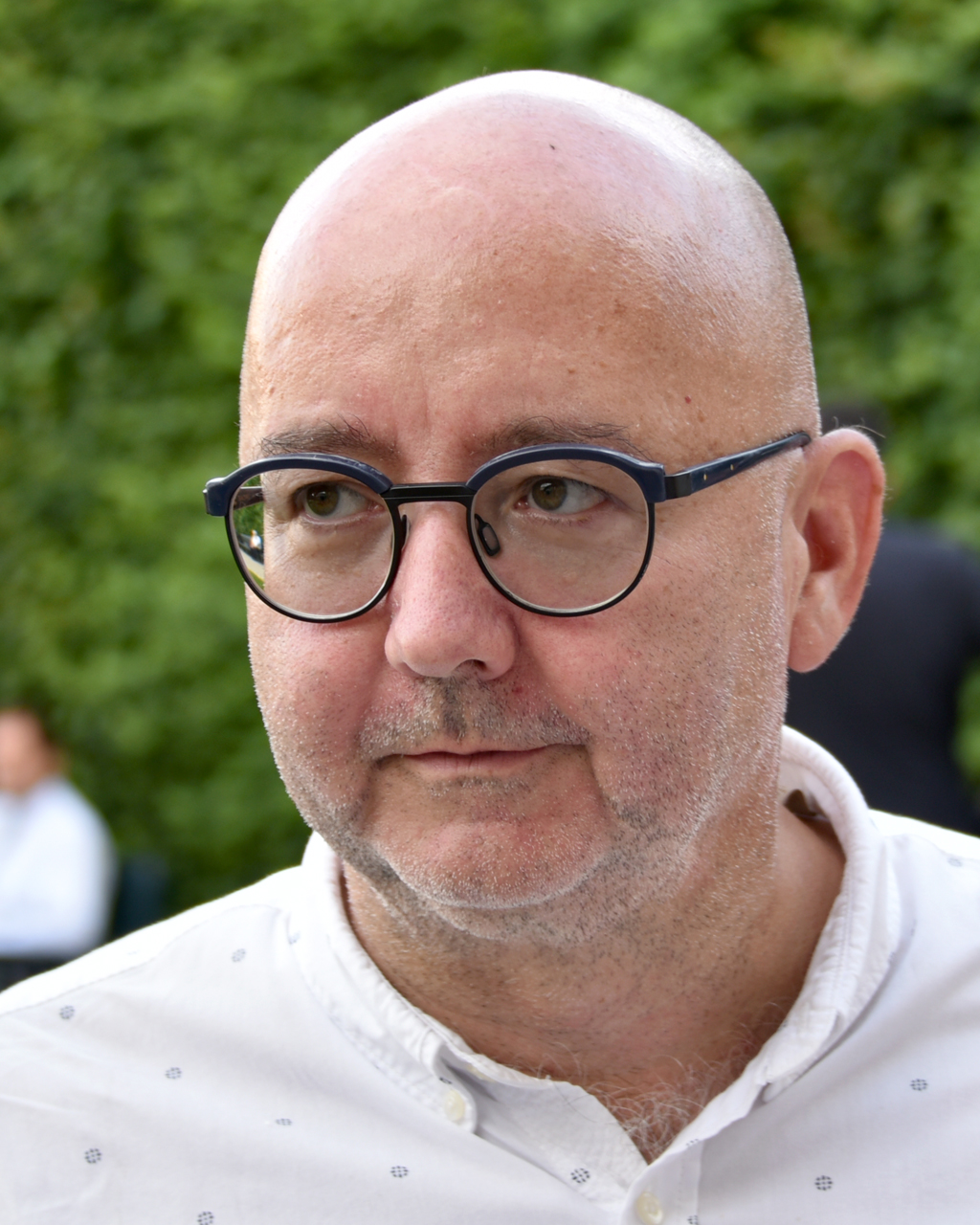
Miroslav Bárta

| Volby | Volby                        | Senátor                        | Volební strana      | Navrhující strana | Politická příslušnost | Odkaz  |
| ----- | ---------------------------- | ------------------------------ | ------------------- | ----------------- | --------------------- | ------ |
|       | 1996                         | Ing. Vladimír Zeman            | ODS                 | ODS               | ODS                   | profil |
| 2000  | Ing. arch. Daniela Filipiová |                                | ODS                 | ODS               | ODS                   |        |
| 2006  | Ing. arch. Daniela Filipiová | profil                         | ODS                 | ODS               | ODS                   |        |
|       | 2012                         | Mgr. Libor Michálek, MPA       | Piráti, KDU-ČSL, SZ | Piráti            | BEZPP                 | profil |
|       | 2018                         | MUDr. Bc. Marek Hilšer, Ph.D.  | MHS                 | MHS               | MHS                   | profil |
|       | 2024                         | prof. Mgr. Miroslav Bárta, Dr. | TOP 09, STAN        | STAN              | nestraník             |        |

## Volby

### Rok 1996
V roce 1996 se konaly v tomto obvodu první volby. Mandát byl na 4 roky. Senátorem byl zvolen již v prvním kole Vladimír Zeman za ODS. V průběhu svého působení přestoupil do Unie svobody.
| Kandidát | Kandidát                | Volební strana | Navrhující strana | Politická příslušnost | Počet hlasů (1. kolo) | %     |
| -------- | ----------------------- | -------------- | ----------------- | --------------------- | --------------------- | ----- |
|          | Ing. Vladimír Zeman     | ODS            | ODS               | ODS                   | 24 167                | 53,79 |
|          | Mgr. Dana Němcová       | KDU-ČSL        | KDU-ČSL           | BEZPP                 | 6 467                 | 14,40 |
|          | prof. Ing. Věněk Šilhán | ČSSD           | ČSSD              | ČSSD                  | 6 324                 | 14,08 |
|          | Ing. Václav Věrtelář    | KSČM           | KSČM              | KSČM                  | 2 633                 | 5,86  |
|          | Jiří Svoboda            | SDL            | SDL               | BEZPP                 | 2 530                 | 5,63  |
|          | Jan Nekola              | NK             | NK                | BEZPP                 | 1 747                 | 3,89  |
|          | MUDr. Jan Votoček       | PB             | PB                | PB                    | 1 057                 | 2,35  |

### Rok 2000
| Kandidát | Kandidát                     | Volební strana | Navrhující strana | Politická příslušnost | Počet hlasů (1. kolo) | %     | Počet hlasů (2. kolo) | %     |
| -------- | ---------------------------- | -------------- | ----------------- | --------------------- | --------------------- | ----- | --------------------- | ----- |
|          | Ing. arch. Daniela Filipiová | ODS            | ODS               | ODS                   | 11 770                | 39,53 | 12 036                | 54,29 |
|          | Ing. Vladimír Zeman          | 4KOALICE       | US-DEU            | US-DEU                | 9 373                 | 31,48 | 10 131                | 45,70 |
|          | MUDr. Vladimír Polanecký     | ČSSD           | ČSSD              | BEZPP                 | 5 413                 | 18,18 | —                     | —     |
|          | RSDr. Jaroslav Lemák         | KSČM           | KSČM              | KSČM                  | 3 214                 | 10,79 | —                     | —     |

### Rok 2006
Dosavadní senátorka Daniela Filipiová zvolená za ODS ve volbách obhajovala svůj mandát, kromě ní kandidovalo ještě dalších jedenáct kandidátů, mnohdy známých osobností.
V prvním kole zvítězila Daniela Filipiová a do druhého kola s ní postoupila Taťana Fischerová. V druhém kole si Filipiová udržela své vedení a stala se na další šestileté období opět senátorkou.
| Kandidát | Kandidát                     | Volební strana | Navrhující strana | Politická příslušnost | Počet hlasů (1. kolo) | %     | Počet hlasů (2. kolo) | %     |
| -------- | ---------------------------- | -------------- | ----------------- | --------------------- | --------------------- | ----- | --------------------- | ----- |
|          | Ing. arch. Daniela Filipiová | ODS            | ODS               | ODS                   | 15 336                | 44,73 | 12 927                | 61,44 |
|          | Taťana Fischerová            | "Z"            | "Z"               | BEZPP                 | 4 959                 | 14,46 | 8 113                 | 38,55 |
|          | Vlastimila Vrabcová          | ČSSD           | ČSSD              | ČSSD                  | 3 648                 | 10,64 | —                     | —     |
|          | Ing. Tomáš Mikeska           | SNK ED         | SNK ED            | SNK ED                | 2 901                 | 8,46  | —                     | —     |
|          | Pavel Ambrož                 | KSČM           | KSČM              | KSČM                  | 2 441                 | 7,12  | —                     | —     |
|          | PhDr. Ivan Rynda             | SZ             | SZ                | BEZPP                 | 1 936                 | 5,64  | —                     | —     |
|          | prof. Mgr. Věra Chytilová    | SRŠ            | SRŠ               | SRŠ                   | 1 562                 | 4,55  | —                     | —     |
|          | John Bok                     | NPP            | NPP               | BEZPP                 | 548                   | 1,59  | —                     | —     |
|          | Ing. Josef Heller, MBA       | ODA            | ODA               | ODA                   | 461                   | 1,34  | —                     | —     |
|          | Václav Srb                   | KČ             | KČ                | KČ                    | 272                   | 0,79  | —                     | —     |
|          | Helena Kohoutová             | „21“           | „21“              | BEZPP                 | 154                   | 0,44  | —                     | —     |
|          | Ing. Michal Simkanič         | ČP             | ČP                | ČP                    | 61                    | 0,17  | —                     | —     |

### Rok 2012
| Kandidát | Kandidát                       | Volební strana      | Navrhující strana | Politická příslušnost | Počet hlasů (1. kolo) | %     | Počet hlasů (2. kolo) | %     |
| -------- | ------------------------------ | ------------------- | ----------------- | --------------------- | --------------------- | ----- | --------------------- | ----- |
|          | Mgr. Libor Michálek, MPA       | Piráti, KDU-ČSL, SZ | Piráti            | BEZPP                 | 5 520                 | 24,31 | 11 807                | 74,39 |
|          | JUDr. Stanislav Křeček         | ČSSD                | ČSSD              | ČSSD                  | 4 046                 | 17,82 | 4 064                 | 25,60 |
|          | prof. Ing. arch. Zdeněk Zavřel | TOP 09, STAN        | TOP 09            | BEZPP                 | 3 335                 | 14,69 | —                     | —     |
|          | Milena Kozumplíková            | ODS                 | ODS               | ODS                   | 3 317                 | 14,61 | —                     | —     |
|          | Pavel Ambrož                   | KSČM                | KSČM              | KSČM                  | 2 350                 | 10,35 | —                     | —     |
|          | RNDr. Jiří Payne               | Svobodní            | Svobodní          | Svobodní              | 1518                  | 6,68  | —                     | —     |
|          | JUDr. Milan Hulík, Ph.D.       | ANO                 | ANO               | BEZPP                 | 791                   | 3,48  | —                     | —     |
|          | Mgr. Olga Sedláčková, MBA      | SNK ED              | SNK ED            | SNK ED                | 556                   | 2,44  | —                     | —     |
|          | Jiří Hrdina                    | BPS                 | BPS               | BPS                   | 434                   | 1,91  | —                     | —     |
|          | Václav Srb                     | KČ                  | KČ                | KČ                    | 319                   | 1,40  | —                     | —     |
|          | Ing. Karel Berka               | PP                  | PP                | PP                    | 250                   | 1,10  | —                     | —     |
|          | MUDr. Vladimír Dbalý, MBA      | NÁR.SOC.            | NÁR.SOC.          | NÁR.SOC.              | 158                   | 0,69  | —                     | —     |
|          | Martin Rejman                  | KONS                | KONS              | KONS                  | 108                   | 0,47  | —                     | —     |

### Rok 2018
Marek Hilšer kandidoval ve volbách v roce 2018 pod hlavičkou politického hnutí „Marek Hilšer do Senátu“, založeného pro účely jeho kandidatury. Do druhého kola postoupil s dosavadním senátorem Liborem Michálkem, kterého v druhém kole jasně porazil. Kontroverze vzbudilo Michálkovo prohlášení po prvním kole, ve kterém nepřímo vyzval Hilšera k odstoupení z voleb, vzhledem k Michálkově podpoře Hilšera v prezidentských volbách.
| Kandidát | Kandidát                      | Volební strana | Navrhující strana | Politická příslušnost | Počet hlasů (1. kolo) | %     | Počet hlasů (2. kolo) | %     |
| -------- | ----------------------------- | -------------- | ----------------- | --------------------- | --------------------- | ----- | --------------------- | ----- |
|          | MUDr. Bc. Marek Hilšer, Ph.D. | MHS            | MHS               | MHS                   | 15 045                | 44,45 | 11 903                | 79,75 |
|          | Mgr. Libor Michálek, MPA      | Piráti, VIZE   | Piráti            | BEZPP                 | 5 272                 | 15,57 | 3 022                 | 20,24 |
|          | Vladimír Kratina              | ODS            | ODS               | BEZPP                 | 3 964                 | 11,71 | —                     | —     |
|          | MUDr. Roman Kerekeš           | ANO            | ANO               | ANO                   | 2 911                 | 8,60  | —                     | —     |
|          | Ladislav Jakl                 | SPD            | SPD               | BEZPP                 | 2 159                 | 6,37  | —                     | —     |
|          | PhDr. Ivan Gabal              | Zelení         | Zelení            | BEZPP                 | 1 818                 | 5,37  | —                     | —     |
|          | Ing. Vladislava Hujová        | HPP            | HPP               | BEZPP                 | 1 502                 | 4,43  | —                     | —     |
|          | Ing. Vladimír Roškot          | KSČM           | KSČM              | KSČM                  | 939                   | 2,77  | —                     | —     |
|          | Václav Srb                    | Monarchiste.cz | Monarchiste.cz    | Monarchiste.cz        | 234                   | 0,69  | —                     | —     |

### Rok 2024
Ve volbách v roce 2024 senátor Marek Hilšer obhajoval svůj mandát za koalici tvořenou Piráty a hnutím MHS. Podporovala jej také Zelení. Kandidátem koalice, kterou tvořila TOP 09 a hnutí STAN, byl egyptolog Miroslav Bárta. Kandidovala též předsedkyně Akademie věd ČR Eva Zažímalová, podporu si vyjednala u ODS. O post senátora usilovali také knihkupec a kandidát SOCDEM Bronislav Poul a profesorka a kandidátka hnutí ANO Eva Kislingerová.
Do druhého kola postoupil Marek Hilšer a Miroslav Bárta, kde dosavadní senátor svůj mandát neobhájil.
| Kandidát | Kandidát                                    | Volební strana | Navrhující strana | Politická příslušnost | Počet hlasů (1. kolo) | %     | Počet hlasů (2. kolo) | %     |
| -------- | ------------------------------------------- | -------------- | ----------------- | --------------------- | --------------------- | ----- | --------------------- | ----- |
|          | prof. Mgr. Miroslav Bárta, Dr.              | TOP 09, STAN   | STAN              | BEZPP                 | 5 255                 | 27,52 | 6 352                 | 54,52 |
|          | MUDr. Bc. Marek Hilšer, Ph.D.               | Piráti, MHS    | MHS               | MHS                   | 5 617                 | 29,42 | 5 298                 | 45,47 |
|          | prof. RNDr. Eva Zažímalová, CSc., dr. h. c. | ODS            | ODS               | BEZPP                 | 4 368                 | 22,87 | —                     | —     |
|          | prof. Ing. Eva Kislingerová, CSc.           | ANO            | ANO               | BEZPP                 | 3 437                 | 18,00 | —                     | —     |
|          | Bronislav Poul                              | SOCDEM         | SOCDEM            | SOCDEM                | 415                   | 2,17  | —                     | —     |

## Volební účast
|  | nejvyšší volební účast |  | nejnižší volební účast |

| Rok  | % (1. kolo) | % (2. kolo) |
| ---- | ----------- | ----------- |
| 1996 | 44,97       | —           |
| 2000 | 30,79       | 22,98       |
| 2006 | 39,88       | 23,44       |
| 2012 | 27,66       | 19,07       |
| 2018 | 43,47       | 18,70       |
| 2024 | 29,83       | 15,08       |